# Bissen (Nederland)
Bissen (Limburgs: Bisse) is een buurtschap ten zuidwesten van Mechelen in de gemeente Gulpen-Wittem in de Nederlandse provincie Limburg. 
Boven Bissen staat een wegkruis uit 1878 met tekst in het Duits ter herinnering aan een verongelukte jongen.

## Geografie
Bissen ligt in een klein dal tussen een heuvelrug in het zuiden met daarop Schweiberg en het Schweibergerbos in het noorden. In het westen ligt het Kruisbosch en in het oosten ligt buurtschap Dal. Het Schweibergerbos en het Kruisbosch liggen op het Plateau van Crapoel.
Tussen Bissen en Dal ontspringt de beek de Landeus op de noordelijke helling van het dal. Een zijtak van de beek ontspringt in enkele hoger in het dal gelegen bronnen en stroomt langs Bissen.
Op de helling ten noorden van Bissen ligt de voormalige Groeve Bissen, een geologisch monument.

## Zie ook

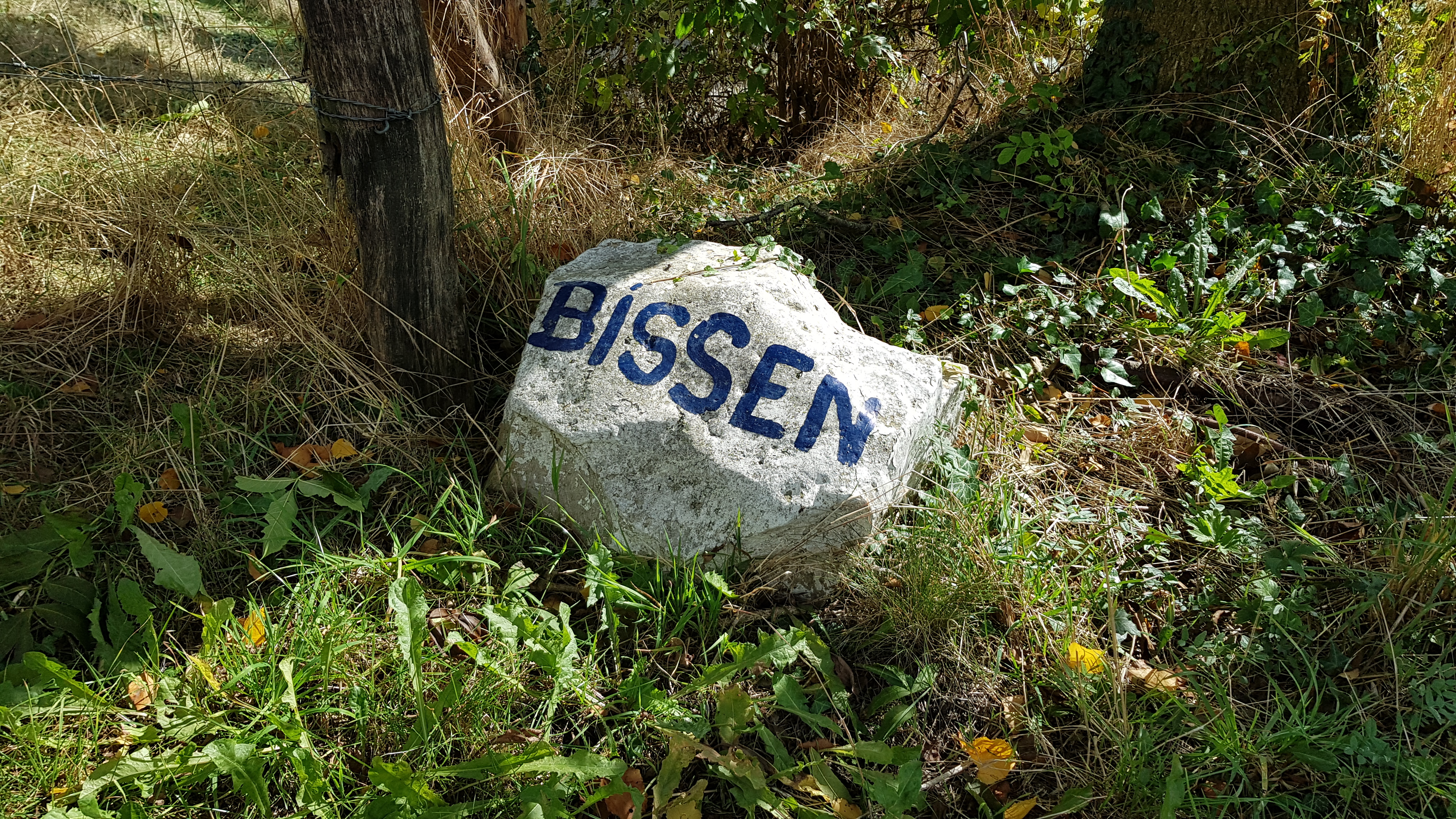
steen in Bissen
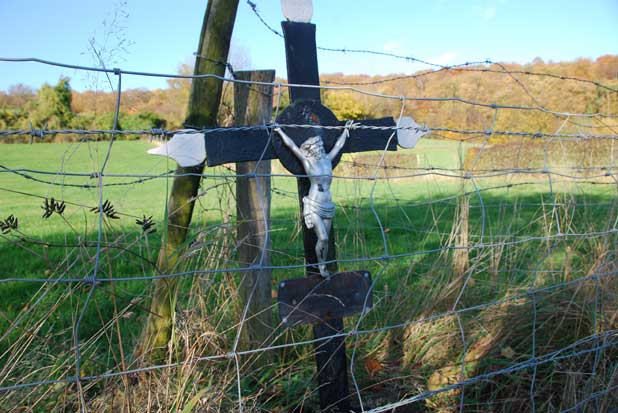
Wegkruis bij Bissen
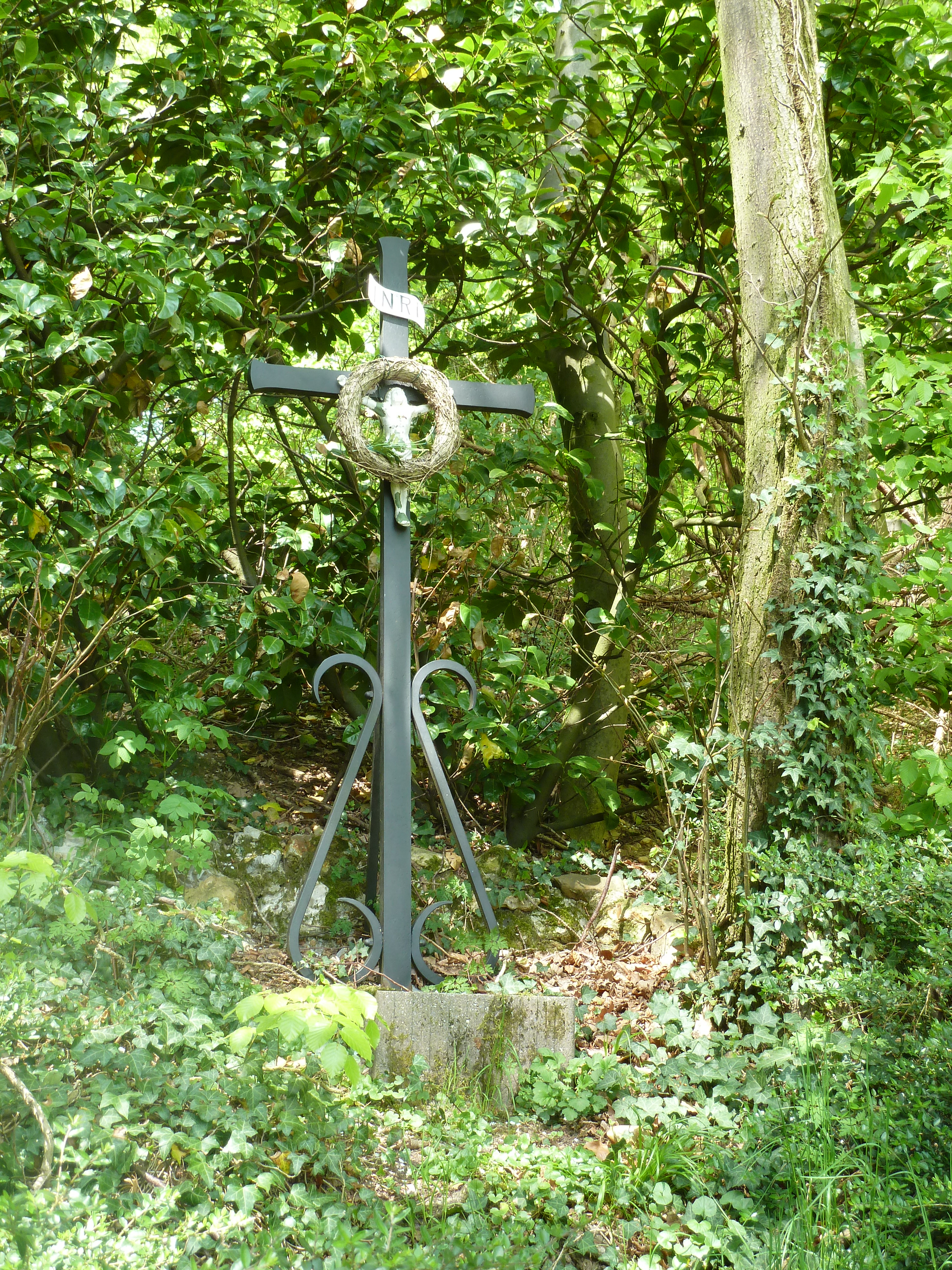
Wegkruis in het nabijgelegen bos
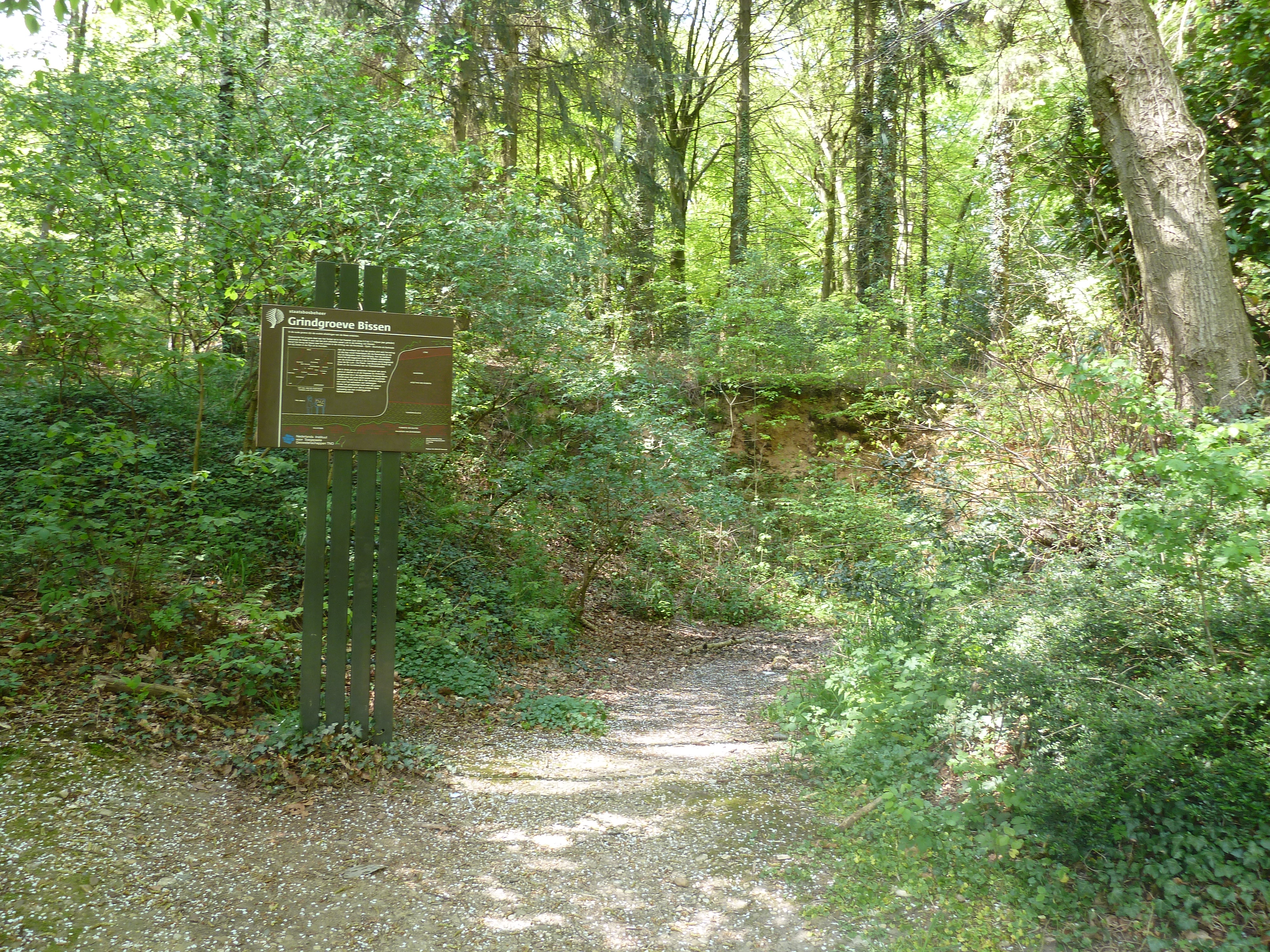
Grindgroeve Bissen